# Ulica Juliusza Słowackiego w Raciborzu
Ulica Juliusza Słowackiego w Raciborzu – jedna z ważniejszych i dłuższych ulic w centrum Raciborza. Znajduje się przy niej Szkoła Podstawowa nr 15 oraz Państwowa Wyższa Szkoła Zawodowa w Raciborzu. Jest znana jako jedna z najdłuższych i najstarszych w Polsce (a może i w Europie) alei leszczyn tureckich.

## Architektura
Ulica w większości obsadzona jest zabudową wielorodzinną z czasów PRL-u, wśród której dominuje sześć dużych wieżowców po wschodniej stronie ulicy.

## Obiekty użyteczności publicznej
W okolicy ronda i ulicy Matejki przy ulicy Juliusza Słowackiego znajdują się dwie ważne placówki edukacyjne: Szkoła Podstawowa nr 15 oraz Państwowa Wyższa Szkoła Zawodowa.

### Szkoła Podstawowa nr 15 im. Jana III Sobieskiego
Placówka ta, otwarta w 1983 r. jest obecnie największą szkołą podstawową w Raciborzu. Posiada liczne tradycje sportowe, jej wychowankami są m.in. mistrz olimpijski w zapasach w stylu klasycznym z Atlanty Ryszard Wolny czy wicemistrz Europy w pływaniu na 200 m stylem klasycznym Artur Paczyński.

### Państwowa Wyższa Szkoła Zawodowa w Raciborzu
Jest to uczelnia wyższa ustanowiona rozporządzeniem Rady Ministrów z dnia 20 września 2001 r. Posiada własną bazę sportową z krytym basenem, mieszczącym się także przy ulicy Słowackiego. Kształcenie odbywa się m.in. na kierunkach takich jak wychowanie fizyczne, socjologia, historia, matematyka, filologia czy automatyka i robotyka. Szkoła oferuje też studia podyplomowe.

## Aleja leszczyn tureckich
Osobliwością ulicy Słowackiego jest to, że na całej swojej długości obsadzona jest drzewami leszczyny tureckiej, co czyni ją jedną z najdłuższych tego typu alej w Polsce. Lokalne źródła podają nawet, że jest to przypuszczalnie najdłuższa taka aleja w całej Europie. Drzewa posadzono w latach 30. XX wieku, gdy przeznaczono tę część miasta pod zabudowę mieszkaniową. Stosunkowo łagodny klimat Raciborza sprawia, iż kwitną one niemal co roku. We wrześniu przydrożne chodniki pełne są opadłych orzechów, które zbierają okoliczni mieszkańcy. Pod koniec XX wieku niektóre leszczyny z alei obumarły z powodu uszkodzeń systemów korzeniowych, które nastąpiły przy pracach nad instalacjami podziemnymi. Ubytki uzupełniano początkowo drzewami orzecha szarego, po zorientowaniu się, że psuje to zabytkowy charakter alei, zaprzestano tej praktyki, kolejne ubytki uzupełniając już tylko leszczyną turecką.